# Jorge Arias Gómez
Jorge Arias Gómez (Sonsonate, El Salvador, 11 de noviembre de 1923-San Salvador, El Salvador, 23 de junio de 2002) fue un abogado, docente e historiador salvadoreño. Biógrafo de Agustín Farabundo Martí. 
Estudió en la Facultad de Jurisprudencia y Ciencias Sociales de la Universidad de El Salvador. Desde su juventud, fue miembro del Partido Comunista Salvadoreño. En 1944, participó en las luchas populares para derrocar de la dictadura del general Maximiliano Hernández Martínez. Durante la guerra civil de El Salvador, fue representante en Europa del Frente Farabundo Martí para la Liberación Nacional (FMLN).  
Fue director de la Revista Ciencias Jurídicas y Sociales de la UES, redactor de los diarios El Independiente, Venceremos y El Periódico Nuevo Enfoque y colaborador del Instituto de Estudios Históricos, Antropológicos y Arqueológicos de la Universidad de El Salvador. 
El 19 de julio de 1972, cuando fue ocupada por el ejército la Universidad de El Salvador, Arias Gómez fue exiliado a Costa Rica junto con otras importantes figuras, como Rafael Menjívar Larín, rector de la UES; Miguel Sáenz Varela, secretario general; Luis Arévalo, fiscal, e intelectuales y académicos como Gabriel Gallegos Valdés, Melitón Barba, Ivo Príamo Alvarenga, Mario Flores Macall, el exrector Fabio Castillo Figueroa, José Alfredo Pineda Dubón y el antropólogo David Luna, entre otros. A mediados de los setenta se trasladó a Praga (Checoslovaquia), donde vivió hasta su regreso a El Salvador, tras la firma de los Acuerdos de Paz de Chapultepec. Falleció de cáncer linfático y está sepultado en el Cementerio de Los Ilustres.
Entre sus obras publicadas están: 
- Anastasio Aquino: su recuerdo, valoración y Presencia, (San Salvador, 1963);
- Farabundo Martí: Esbozo biográfico, (1972, reeditado en 2004);
- Sandino, semilla de revolución, (1995);
- La concepción marxista del derecho,[1] 1976
- En memoria de Roque Dalton, (1999).